# Чакон, Ерсон
Е́рсон Рона́льдо Чако́н Рами́рес (исп. Yerson Ronaldo Chacón Ramírez; родился 4 июня 2003, Сан-Кристобаль) — венесуэльский футболист, вингер клуба «Депортиво Тачира» и сборной Венесуэлы.

## Клубная карьера
Воспитанник футбольной академии клуба «Депортиво Тачира». В основном составе дебютировал 14 апреля 2018 года в матче венесуэльской Примеры против клуба «Трухильянос». 26 октября 2020 года забил свой первый гол за клуб в матче против «Монагаса». 21 апреля 2021 года дебютировал в Кубке Либертадорес в матче против парагвайского клуба «Олимпия».

## Карьера в сборной
В 2019 году сыграл за сборную Венесуэлы до 16 лет в товарищеском матче против сверстников из США.